# Mansa Musa III
Mansa Musa III, död efter 1440, var en afrikansk härskare. Han var mansa, monark, i Maliriket under 1440-talet.